# Респіраторна компенсація
Респіраторна компенсація, дихальна компенсація — це модуляція дихальними центрами стовбура мозку, яка включає зміну альвеолярної вентиляції, для повернення pH плазми до нормального значення (7,4) для підтримки кислотно-основного балансу в організмі. Зазвичай вона розвивається протягом кількох хвилин або годин, що набагато швидше, ніж ниркова компенсація (займає кілька днів), але має меншу здатність відновлювати нормальні значення.
При метаболічному ацидозі хеморецептори «відчувають» зміну pH плазми нижче за норму (<7,4). Хеморецептори посилають імпульси через аферентні волокна до дихальних центрів стовбура мозку. Дихальні центри стовбура мозку збільшують альвеолярну вентиляцію (гіпервентиляція) завдяки чому вуглекислий газ (CO2) може бути виведений з організму, що призводить до підвищення pH плазми. Величину респіраторної компенсації при метаболічному ацидозі можна оцінити за формулою Вінтерса. Гіпервентиляція, спричинена компенсацією метаболічного ацидозу, зберігається протягом 24–48 годин після корекції ацидозу та може призвести до респіраторного алкалозу. Цей процес компенсації може відбутися протягом кількох хвилин.
При метаболічному алкалозі хеморецептори «відчувають» зсув pH плазми, вище за норму (>7,4). Вони посилають імпульси крізь аферентні волокна до дихальних центрів стовбура мозку. Дихальні центри стовбура мозку зменшують альвеолярну вентиляцію (гіповентиляція) що призводить до підвищення тиску вуглекислого газу в артеріальній крові, що призводить до зниження pH плазми. Однак, оскільки можливість зменшувати вентиляцію обмежена, респіраторна компенсація менш ефективна для компенсації метаболічного алкалозу, ніж для компенсації ацидозу.
Дихальні центри стовбура мозку можуть компенсувати лише порушення кислотно-основного балансу (метаболічний ацидоз та метаболічний алкалоз). Для збалансування респіраторних кислотно-основних синдромів (респіраторного ацидозу та респіраторного алкалозу) необхідна ниркова компенсація. Нирки можуть компенсувати як респіраторний, так і метаболічний кислотно-основний дисбаланс.